# Joel Andersson
Eric Joel Andersson (sinh ngày 11 tháng 11 năm 1996) là một cầu thủ bóng đá người Thụy Điển hiện đang chơi cho câu lạc bộ Midtjylland ở vị trí hậu vệ.

## Thống kê sự nghiệp

### Câu lạc bộ
Tính đến 12 tháng 3 năm 2023
| Câu lạc bộ          | Mùa giải            | Giải đấu            | Giải đấu | Giải đấu | Cúp quốc gia | Cúp quốc gia | Châu Âu | Châu Âu | Tổng cộng | Tổng cộng |
| Câu lạc bộ          | Mùa giải            | Giải đấu            | Trận     | Bàn      | Trận         | Bàn          | Trận    | Bàn     | Trận      | Bàn       |
| ------------------- | ------------------- | ------------------- | -------- | -------- | ------------ | ------------ | ------- | ------- | --------- | --------- |
| BK Häcken           | 2015                | Allsvenskan         | 21       | 2        | 6            | 1            | —       | —       | 27        | 3         |
| BK Häcken           | 2016                | Allsvenskan         | 26       | 0        | 6            | 0            | 2       | 0       | 34        | 0         |
| BK Häcken           | 2017                | Allsvenskan         | 28       | 0        | 5            | 1            | 0       | 0       | 33        | 1         |
| BK Häcken           | 2018                | Allsvenskan         | 8        | 0        | 4            | 0            | 0       | 0       | 12        | 0         |
| BK Häcken           | Tổng cộng           | Tổng cộng           | 83       | 2        | 21           | 2            | 2       | 0       | 106       | 4         |
| Midtjylland         | 2018–19             | Superliga           | 30       | 1        | 3            | 0            | 4       | 0       | 37        | 1         |
| Midtjylland         | 2019–20             | Superliga           | 31       | 1        | 1            | 0            | 2       | 0       | 34        | 1         |
| Midtjylland         | 2020–21             | Superliga           | 13       | 0        | 3            | 0            | 9       | 0       | 25        | 0         |
| Midtjylland         | 2021–22             | Superliga           | 31       | 1        | 6            | 1            | 12      | 1       | 49        | 3         |
| Midtjylland         | 2022–23             | Superliga           | 16       | 0        | 0            | 0            | 9       | 0       | 25        | 0         |
| Midtjylland         | Tổng cộng           | Tổng cộng           | 121      | 3        | 13           | 1            | 36      | 1       | 170       | 5         |
| Tổng cộng sự nghiệp | Tổng cộng sự nghiệp | Tổng cộng sự nghiệp | 204      | 5        | 34           | 3            | 38      | 1       | 276       | 9         |

1. ↑  Bao gồm Svenska Cupen, Danish Cup
2. 1 2 3  Số lần ra sân tại UEFA Europa League
3. ↑  Số lần ra sân tại UEFA Champions League
4. ↑  Bốn lần ra sân tại UEFA Champions League, sáu lần ra sân tại UEFA Europa League, hai lần ra sân, một bàn thắng tại UEFA Europa Conference League
5. ↑  Bốn lần ra sân tại UEFA Champions League, năm lần ra sân UEFA Europa League

## Danh hiệu
BK Häcken
- Svenska Cupen: 2015–16

Midtjylland
- Danish Superliga: 2019–20,[3] 2023–24[4]
- Danish Cup: 2018–19, 2021–22[5][6]